# Miguel Chacón Sosa
Miguel Ernesto Chacón Sosa (San Cristóbal, 8 de octubre de 1983) fue un ex-ciclista profesional venezolano.
Participó en la Vuelta al Táchira y Vuelta a Venezuela, así como otras competencias internacionales, representó a Venezuela en los Juegos Centroamericanos y del Caribe.

## Palmarés
2003
- 3º en 6ª etapa Vuelta a Venezuela, Maracay  Venezuela

2004
- 2º en Campeonato Panamericano de Ciclismo en Pista, Persecución por Equipos  Venezuela
- 2º en 1ª etapa Vuelta Ciclista a Valladolid, Valoria la Buena  España
- 2º en Campeonato Panamericano de Ciclismo en Ruta, Sub-23  Venezuela
- 1º en 3ª etapa Vuelta a Venezuela  Venezuela
- 2º en 5ª etapa Vuelta a Venezuela, Valle de La Pascua  Venezuela
- 3º en 10.ª etapa Vuelta a Venezuela, Carora  Venezuela
- 2º en 13.ª etapa Vuelta a Venezuela, Cabimas  Venezuela

2005
- 3º en 1ª etapa Vuelta al Táchira, Maracaibo  Venezuela
- 2º en 2ª etapa Vuelta al Táchira, Ciudad Ojeda  Venezuela
- 1º en 3ª etapa Vuelta a Cuba, Bayamo  Cuba
- 3º en 2ª etapa Cinturón a Mallorca, Pollensa  España
- 3º en 1ª etapa Vuelta al Bidasoa  España
- 3º en 1ª etapa Vuelta a Venezuela, Guanare  Venezuela
- 1º en 3ª etapa parte B Vuelta a Venezuela, Barquisimeto  Venezuela
- 2º en 7ª etapa Vuelta a Venezuela  Venezuela
- 1º en 9ª etapa Vuelta a Venezuela  Venezuela
- 2º en 14.ª etapa Vuelta a Venezuela  Venezuela
- 3º en 1ª etapa Clásico Ciclístico Banfoandes, Guanare  Venezuela
- 1º en 2ª etapa Clásico Ciclístico Banfoandes, Ciudad Bolivia  Venezuela
- 2º en Clasificación General Final Vuelta al Estado  Venezuela

2006
- 2º en XX Juegos Centroamericanos y del Caribe, Pista, Scratch, Cartagena  Colombia
- 2º en 2ª etapa Vuelta al Estado Portuguesa  Venezuela
- 2º en 4ª etapa parte B Vuelta al Estado Portuguesa  Venezuela
- 2º en 5ª etapa Vuelta al Estado Portuguesa  Venezuela
- 3º en Clasificación General Final Vuelta al Estado Portuguesa  Venezuela
- 2º en 1ª etapa Vuelta Internacional al Estado Trujillo, La Rita  Venezuela
- 2º en 2ª etapa Vuelta Internacional al Estado Trujillo  Venezuela
- 3º en 3ª etapa Vuelta a Venezuela, Acarigua  Venezuela

2007
- 2º en 2ª etapa parte A Vuelta por un Chile Líder, Valdivia  Chile
- 3º en Campeonato Nacional, Ruta, Elite, Venezuela, Maturín (Monagas) Venezuela
- 2º en 1ª etapa Vuelta al Oriente  Venezuela
- 2º en 4ª etapa Vuelta al Oriente, El Tigrito (Anzoategui) Venezuela
- 1º en 1ª etapa Vuelta a Colombia, Aracataca  Colombia
- 2º en 3ª etapa Vuelta a Venezuela, Maturin  Venezuela
- 2º en 1ª etapa Clásico Ciclístico Banfoandes  Venezuela

2009
- 4º en Campeonato de Venezuela de Ciclismo en Ruta, Ruta, Barquisimeto  Venezuela
- 2º en 2ª etapa Vuelta al Estado Portuguesa, Ospino (Portuguesa) Venezuela
- 1º en 3ª etapa Vuelta al Estado Portuguesa,  Venezuela
- 1º en 4ª etapa Vuelta al Estado Portuguesa, Acarigua  Venezuela
- 2º en 11.ª etapa Vuelta a Venezuela  Venezuela
- 3º en 12.ª etapa Vuelta a Venezuela, Caracas  Venezuela
- 2º en 5ª etapa Vuelta a Aragua  Venezuela
- 2º en 1ª etapa parte B Vuelta a Lara, Barquisimeto  Venezuela

2010
- 2º en Clásico Aniversario Federación Ciclista de Venezuela, Guanare  Venezuela

2011
- 1º en 2ª etapa Vuelta al Táchira  Venezuela
- 3º en 3ª etapa Vuelta al Táchira, Guasdualito  Venezuela
- 3º en 4ª etapa Vuelta al Táchira  Venezuela
- 4º en 1ª etapa Vuelta a Venezuela  Venezuela
- 4º en 2ª etapa Vuelta a Venezuela, Maturin  Venezuela

2012
- 3º en Campeonato de Venezuela de Ciclismo en Ruta, Pista, Velocidad por Equipos,  Venezuela

## Equipos
- 2004  Alcaldía de Los Guayos
- 2006  Gobernación de Carabobo